# Hans Busch

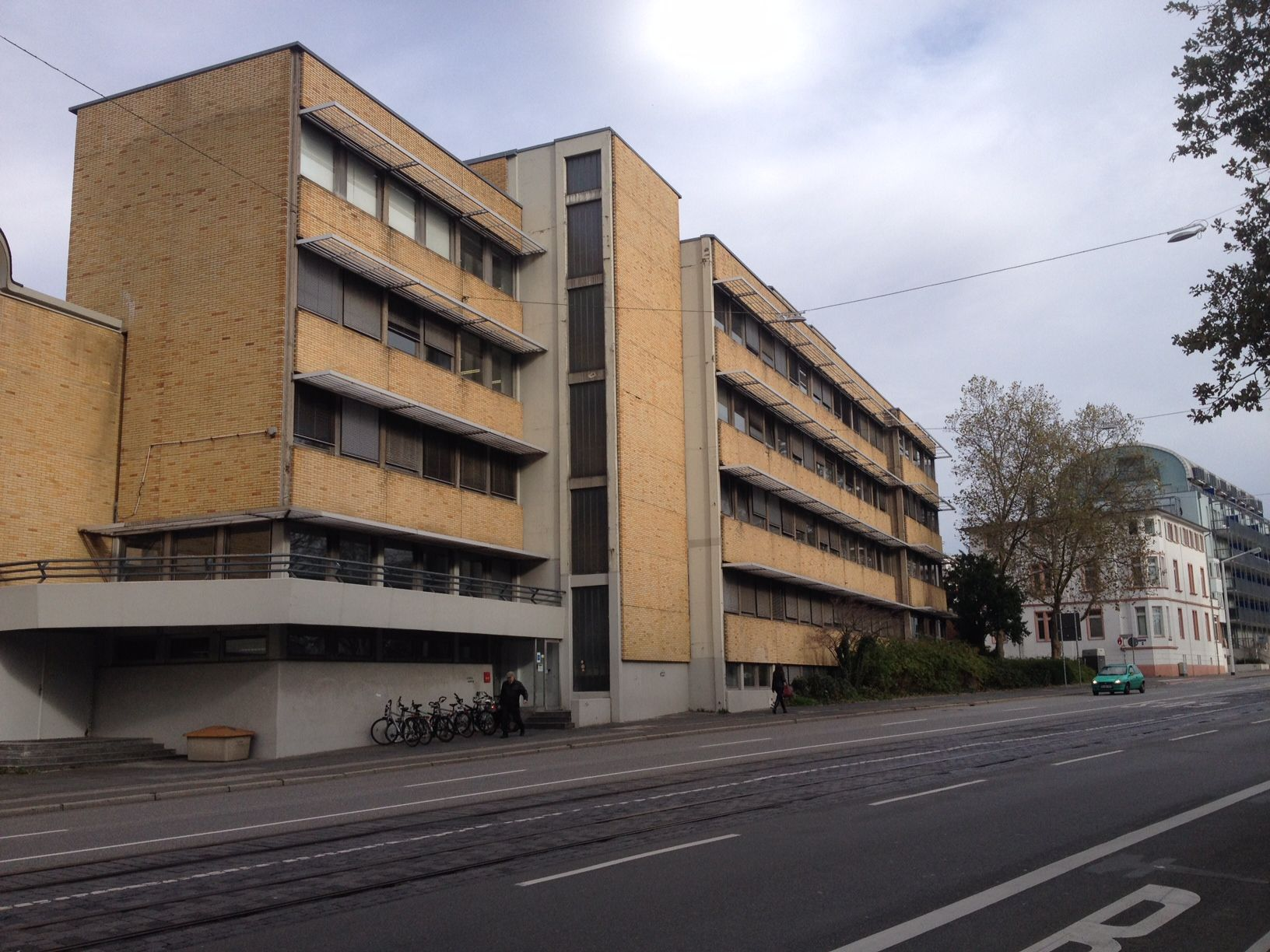
Het naar Hans Busch genoemde instituut te Darmstadt

Hans Busch (27 februari 1884 - 16 februari 1973) was de grondlegger van de elektronenoptica en legde de theoretische grondslagen voor de elektronenmicroscopie.
Hans Walter Hugo Busch studeerde vanaf 1905 in Berlijn en later in Göttingen natuurkunde. Tijdens de Eerste Wereldoorlog was hij artillerieofficier, en later werkte hij aan de Radiotechnische Versuchsanstalt für Marine und Heer (Radiotechnisch Laboratorium voor marine en leger) in Göttingen. Hij promoveerde in 1920 aan de universiteit in Göttingen op het proefschrift Über die Erwärmung von Drähten in verdünnten Gasen durch den elektrischen Strom (Over de opwarming van draden in verdunde gassen door een elektrische stroom).
In 1921 werd Busch buitengewoon hoogleraar aan de universiteit in Jena, waar hij de elektronenoptica en de elektronenlens ontwikkelde. Hierdoor kon men de beweging van elektronen in magnetische velden, de focusserende werking van spoelen op bewegende elektronen en hun afbeeldende functie berekenen. De resultaten hiervan vormden de theoretische basis voor de ontwikkeling van de elektronenmicroscoop.
In 1930 werd hij hoogleraar elektrotechniek aan de TU in Darmstadt, waar hij het nieuwe Instituut voor Telecommunicatie opzette. Ook schreef hij daar een boek over de fundamenten van de elektronenoptica. In 1952 ging hij met emeritaat.
Busch overleed op 16 februari 1973.
1. ↑  Gemeinsame Normdatei; geraadpleegd op: 11 december 2014.
2. 1 2  Catalogus van de Nationale Bibliotheek van Duitsland; geraadpleegd op: 1 september 2022; GND-identificatiecode: 117692670.
3. ↑  Gemeinsame Normdatei; geraadpleegd op: 30 december 2014.